# Lepthyphantes balearicus
Lepthyphantes balearicus este o specie de păianjeni din genul Lepthyphantes, familia Linyphiidae, descrisă de Denis, 1961. Conform Catalogue of Life specia Lepthyphantes balearicus nu are subspecii cunoscute.